# If It's Love
If It's Love è un brano musicale del gruppo musicale Train, estratto come secondo singolo dall'album Save Me, San Francisco.
Il singolo ha debuttato alla trentunesima posizione della classifica Billboard Adult Top 40. ed è diventato il secondo numero uno consecutivo del gruppo, ed il quarto in totale. Inoltre il brano ha raggiunto la posizione numero trentaquattro della Billboard Hot 100.

## Video musicale
Il video musicale prodotto per If It's Love è stato presentato sul sito VH1.com l'11 maggio 2010.

## Background
In un'intervista con la Post Crescent, Pat Monahan ha confermato che "If It's Love" è stata scritta lo stesso giorno del loro successo "Hey, Soul Sister" ed è stata intesa come una canzone di ringraziamento verso quei fan che seguono la band da molto tempo:
Proprio come "Hey, Soul Sister", la traccia presenta riferimenti alla cultura pop, tra cui i Winger (una band hard rock americana che divenne popolare tra la fine degli anni ottanta e l'inizio degli anni novanta), Henry Lee (il nome di una canzone folk e di una danza che divenne nuovamente popolare dopo la cover dei Nick Cave and the Bad Seeds nel 1995) e The Rain in Spain (una canzone presentata nel musical My Fair Lady).
Monahan ha spiegato in un'intervista con Mike Ragogna di Huffington Post nell'ottobre 2009 il significato del testo "Voglio comprarti tutto tranne l'acqua di colonia, poiché è veleno" ("I wanna buy you everything except cologne, 'cause it's poison."):

## Tracce
Promo - Digital Columbia - (Sony)
1. If It's Love - 3:50

## Classifiche
| Classifica (2010)                          | Posizione più alta |
| ------------------------------------------ | ------------------ |
| Australia (ARIA)                           | 21                 |
| Belgio (Ultratop, Fiandre)                 | 87                 |
| Canada (Canadian Hot 100)                  | 60                 |
| Nuova Zelanda (RIANZ)                      | 29                 |
| Slovacchia (IFPI)                          | 100                |
| Stati Uniti (Billboard Hot 100)            | 34                 |
| Stati Uniti (Billboard Pop Songs)          | 19                 |
| Stati Uniti (Billboard Rock Songs)         | 44                 |
| Stati Uniti (Billboard Adult Contemporary) | 15                 |
| Stati Uniti (Billboard Adult Pop Songs)    | 1                  |
| Stati Uniti (Billboard Triple A)           | 6                  |